# Capriola

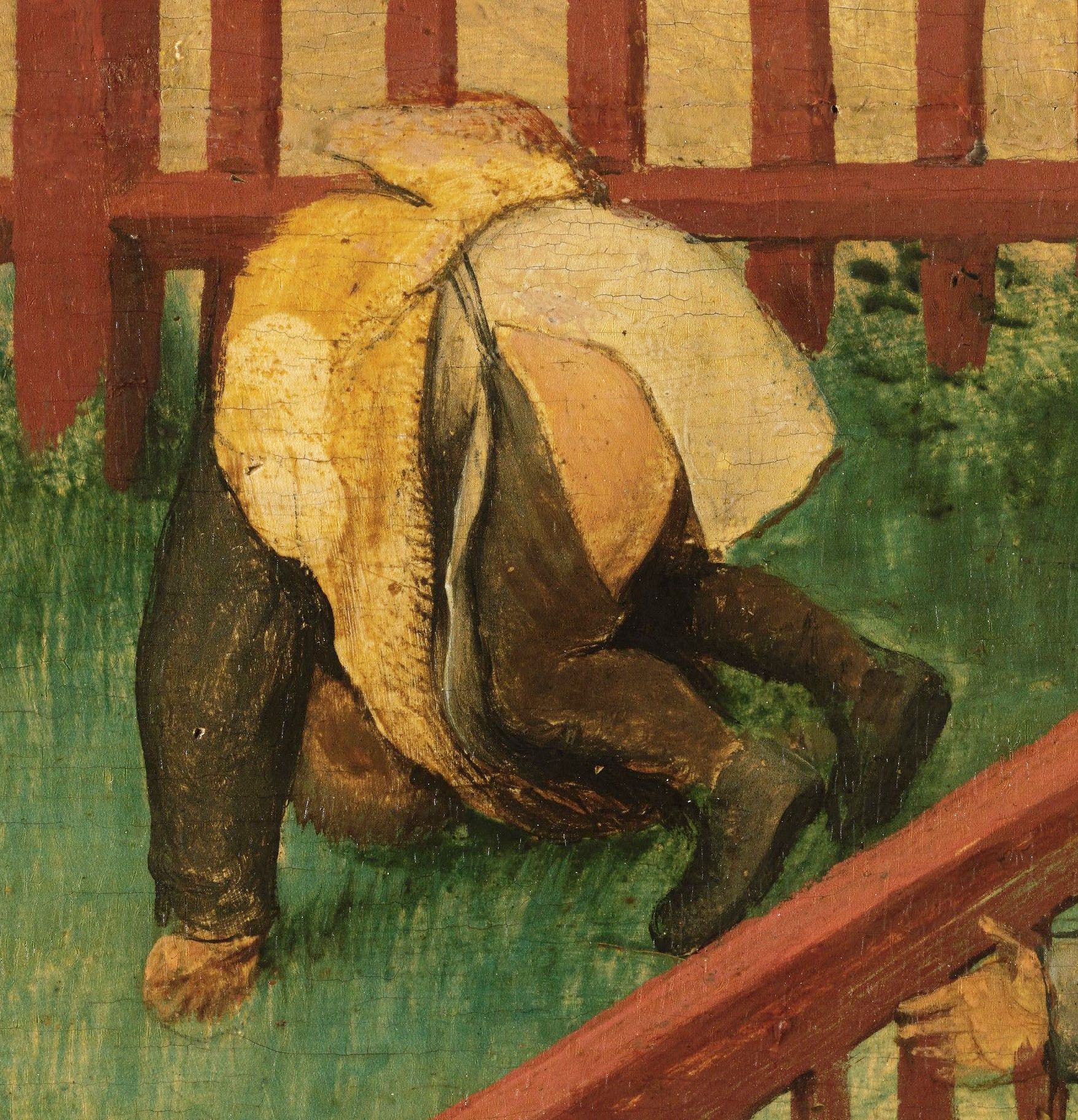
Pieter Bruegel il Vecchio, Giochi di bambini (1560, dettaglio, la capriola)

La capriola o capovolta è un'azione fisica che comporta il rovesciamento del corpo su sé stesso mediante rotolamento su una superficie piana o in sospensione.

## Capovolta in avanti
Per "capovolta in avanti" (o capriola) si intende il movimento fisico che viene condotto da una lieve spinta in avanti verso il terreno mentre si è accovacciati con il capo poggiato al suolo. Richiede un minimo di allenamento.
C'è anche la capriola in avanti in aria; per farla basta prendere una rincorsa con le braccia all'aria e saltare senza appoggiare la testa, ma appoggiando le braccia e cercando di cadere dritti.

## Capovolta all'indietro
Per "capovolta all'indietro" si intende il movimento fisico condotto da una spinta all'indietro del corpo, facendo passare le gambe sopra la testa. Si può effettuare partendo da una posizione seduta o stando in piedi e poi accovacciarsi. Mentre con le gambe si dà la spinta verso dietro, portandole verso la testa, le mani sono piantate a terra e le braccia si devono alzare un poco per permettere alla testa di passare e non restare bloccata sul pavimento. È leggermente più complicata rispetto alla "capovolta in avanti".

## Capovolta mezzo pino
Per "capovolta mezzo pino" si intende una forma più atletica della "capovolta in avanti". Infatti, dopo aver dato una spinta per rotolare, il corpo resta in posizione retta per qualche secondo (minuti nel caso ci sia una certa professionalità). Questo implica una forte pressione su entrambi gli avambracci e quindi, se non si è pronti e allenati, le braccia potrebbero subire delle leggere lesioni.
La "capovolta mezzo pino" può essere effettuata anche se il movimento principale è una "capovolta all'indietro", restando invariato il grado di difficoltà.

## Capovolte molteplici
È possibile effettuare capovolte molteplici, cioè una serie di capovolte, sia in avanti sia all'indietro. Anche se implicano una fermezza mentale elevata affinché non ci si senta storditi alla fine, non sono difficili da praticare e sono alla portata di tutti con un po' di allenamento.
Di grado estremamente elevato è la difficoltà della "capovolta molteplice mezzo pino". Consiste in una rapida successione (in avanti o all'indietro, o ambedue) di capovolte mezzo pino che, senza un adeguato livello di preparazione, rischiano di diventare pericolose, fino alla frattura delle ossa. Una frequente variazione consiste nel praticare un salto a mezz'aria (in avanti o all'indietro a seconda della sequenza) alla fine delle capovolta molteplici mezzo pino. Questi tipi di salti sono spesso usati dalle cheerleader nelle gare competitive di basso livello o nei film e videogiochi d'azione, come Xena o Tomb Raider.

## Capovolta in avanti a mezz'aria
Consiste in un balzo in avanti roteando a mezz'aria senza l'appoggio delle braccia; questo implica uno sforzo elevato delle gambe e richiede un allenamento appropriato per prevenire danni.

## Capovolta all'indietro a mezz'aria
È un balzo all'indietro a mezz'aria che, tecnicamente più facile della sua controparte in avanti, siccome prima di saltare ci si aiuta slanciando le braccia in alto, poi si alza il bacino e poi ci si raggomitola.

## Capovolte molteplici a mezz'aria
È possibile effettuare, partendo da una base elevata rispetto al punto d'atterraggio, molteplici capovolte a mezz'aria, sia in avanti che all'indietro. Questo tipo di capovolte è effettuato per lo più nella ginnastica artistica, o nei tuffi dove gli atleti si raggomitolano o roteano su sé stessi prima di cadere in acqua dopo un salto da una piattaforma o un trampolino. Per la buona riuscita è richiesta una notevole fermezza mentale. Atterrare su un supporto rigido può causare gravi lesioni permanenti alle gambe, soprattutto ai femori, fino al decesso. 
Si possono effettuare anche a terra senza l'aiuto di pedane soprelevate solo da atleti ben allenati.